# (2667) Oikawa
(2667) Oikawa és un asteroide que forma part del cinturó exterior d'asteroides i va ser descobert el 30 d'octubre de 1967 per Luboš Kohoutek des de l'Observatori d'Hamburg-Bergedorf, Alemanya.
Inicialment va rebre la designació de 1967 UO. Més tard, en 1996, es va anomenar en honor de l'astrònom japonès Okurō Oikawa (1896-1980).
Oikawa orbita a una distància mitjana de 3,234 ua del Sol, podent acostar-s'hi fins a 2,642 ua i allunyar-se'n fins a 3,826 ua. La seva excentricitat és 0,183 i la inclinació orbital 2,235 graus. Empra 2124 dies a completar una òrbita al voltant del Sol.
Pel que fa a les característiques físiques, la magnitud absoluta de Oikawa és 11,9. Té un diàmetre de 23,3 km i Té una albedo estimada de 0,0429.